# 諫早市立高来中学校
諫早市立高来中学校（いさはやしりつ たかきちゅうがっこう、Isahaya City Takaki Junior School）は、長崎県諫早市高来町小峰にある公立中学校。

## 概要
歴史
1977年（昭和52年）に高来町内の中学校2校（湯江中学校と有明中学校）が統合され開校。
校訓
「共生・探求・鍛錬」
校章
シャクナゲの花弁と葉を組み合わせたものを背景にして、中央に「中」の文字を置いている。
校歌
作詞は田島日露樹、作曲は深町一朗による。歌詞は2番まであり、両番に校名の「高来中学」が登場する。
校区
諫早市立湯江小学校、諫早市立高来西小学校の校区（高来町全域）。

## 沿革
旧・湯江中学校

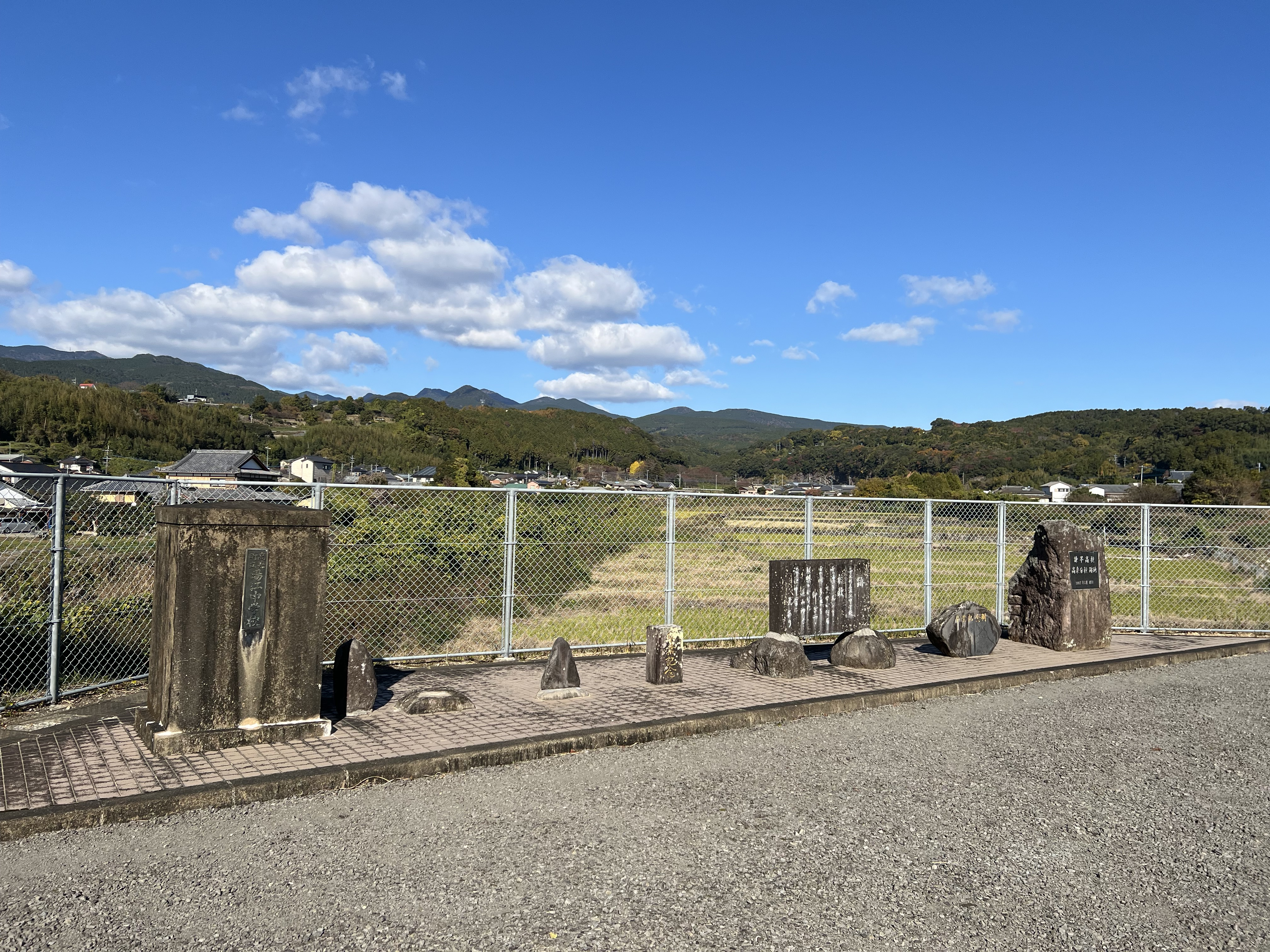
旧・湯江中学校跡、
旧・諫早高校高来分校跡
を表す記念碑
（諫早市とどろき体育館敷地内）

- 1947年（昭和22年）4月1日 - 学制改革が行われる。
  - 湯江村国民学校の初等科が改組され、湯江村立湯江小学校となる。
  - 湯江村国民学校の高等科と青年学校の普通科が改組され、新制中学校「湯江村立湯江中学校」となる。小学校に併設される。
- 1948年（昭和23年）- 湯江小中学校合同PTAが発足。
- 1949年（昭和24年）
  - 5月 - 長崎県立諫早農業高等学校の定時制湯江分校が併設される。
  - この年 - 老松神社下に独立校舎（一部）が完成。
- 1950年（昭和25年）
  - 8月3日 - 汲水名に新校舎が完成し移転を完了。
  - この年 - 校歌（初代）を設置。
- 1951年（昭和26年）- 学校図書館が完成。
- 1953年（昭和28年）- 運動場を整備。
- 1954年（昭和29年）- 水道設備を整備。
- 1955年（昭和30年）- 3校舎を増築。
- 1956年（昭和31年）9月30日 - 湯江・小江・深海の3村が合併し高来町が発足。これにより「高来町立湯江中学校」に改称。
  - 併設の長崎県立諫早農業高等学校の湯江分校が高来分校に改称。
- 1957年（昭和32年）7月 - 諫早大水害で被害を受ける。
- 1959年（昭和34年）- 泉名の水田が学校に移管される。
- 1961年（昭和36年）- 校歌（二代目）を制定。
- 1962年（昭和37年）- 技術室を設置。
- 1963年（昭和38年）- 女子制服（夏服）を制定。
- 1965年（昭和40年）- 体育館が完成。
- 1968年（昭和43年）- 特殊学級を設置。
- 1969年（昭和44年）- 放送室を新築。
- 1970年（昭和45年）- 築山が完成。
- 1971年（昭和46年）- 校訓を制定。
- 1976年（昭和51年）4月1日 - 併設の高来分校が長崎県立諫早農業高等学校から長崎県立諫早高等学校に移管される。
- 1977年（昭和52年）3月31日 - 統合により閉校（北緯32度54分50.0秒 東経130度8分39.1秒 / 北緯32.913889度 東経130.144194度）。
  - 校歌 - 作詞は市瀬正生、作曲は伊藤英一による。歌詞は3番まであり、各番に校名の「湯江中学」が登場。
  - 閉校後の校地は長崎県立諫早高等学校高来分校に移管され、2007年（平成19年）高来分校の廃止後、2010年（平成22年）に「とどろき体育館」が完成した。

旧・有明中学校
- 1947年（昭和22年）4月1日 - 学制改革（六・三制の実施）が行われる。
  - 小江村国民学校の高等科と青年学校の普通科が改組され、「小江村立小江中学校」（北緯32度53分36.4秒 東経130度6分50.9秒 / 北緯32.893444度 東経130.114139度）が発足。小江村立小江小学校に併設される。
  - 深海（ふかのみ）村国民学校の高等科と青年学校の普通科が改組され、「深海村立深海中学校」（北緯32度53分26.5秒 東経130度6分13.2秒 / 北緯32.890694度 東経130.103667度）が発足。深海村立深海小学校に併設される。
- 1949年（昭和24年）
  - 4月1日 - 上記2校が統合され「小江・深海村組合立有明中学校」が開校。統合校舎が完成するまで、各小学校に併設の形をとる。
  - 5月 - 長崎県立諫早農業高等学校の定時制小江深海分校が併設される。
- 1950年（昭和25年）2月 - 小江村峰名下田井原（現・諫早市立高来西小学校校地）の一等水田に独立校舎が完成。小学校との併設を解消。
- 1954年（昭和29年）- 併設の長崎県立諫早農業高等学校の小江深海分校が廃止され、湯江分校（湯江中学校併設）に統合される。
- 1955年（昭和30年）- 講堂が完成。
- 1956年（昭和31年）9月21日 - 湯江・小江・深海の3村が合併し高来町が発足。これにより「高来町立有明中学校」に改称。
- 1957年（昭和32年）- 校歌を制定。諫早大水害で被害を受ける。東中庭が完成。
- 1958年（昭和33年）- 西中庭が完成。
- 1961年（昭和36年）- 西側護岸工事を実施。特別教室3教室を増築。
- 1962年（昭和37年）- 運動場を拡張。
- 1969年（昭和44年）- 音楽室が完成。高来西小学校との共用プールが完成。
- 1974年（昭和49年）- 美術室が完成。
- 1977年（昭和52年）3月31日 - 統合により閉校（北緯32度53分26.3秒 東経130度6分34.0秒 / 北緯32.890639度 東経130.109444度）。
  - 校歌 - 作詞は岡村喜三栄、作曲は堤温（つつみすなお）による。歌詞は3番まであり、各番に校名の「有明中学」が登場。

統合・高来中学校
- 1977年（昭和52年）
  - 3月 - 新校舎が完成。
  - 4月1日 - 以上2校が統合され、「高来町立高来中学校」が開校。
  - この年 - 運動場・体育館が完成。卓球部女子が全国中学校総合体育大会に出場。
- 1978年（昭和53年）- プール・相撲場・卓球場・自転車置き場・焼き窯が完成。
- 1980年（昭和55年）- 運動場を整備。
- 1983年（昭和58年）- 完全給食を開始。
- 1991年（平成3年）- パソコン教室を開設。
- 2005年（平成17年）3月1日 - 市町村合併により「諫早市立高来中学校」（現校名）に改称。
- 2011年（平成23年）
  - 1月 - 校舎の耐震工事・大規模改修工事が完了。
  - 8月 - 体育館の耐震工事が完了。

## アクセス
最寄りのバス停
- 県営バス ふれあい会館前バス停

最寄りの国道・県道
- 国道207号
- 長崎県道136号多良岳公園線

## 周辺
- 高来ふれあい会館

## 関連事項
- 長崎県中学校一覧